# USA Cartoon Express
USA Cartoon Express era un bloque de programación de determinadas series animadas y animes de diferentes estudios animados que se emitió en la televisión por cable de USA Network a partir de finales de 1982 hasta el 15 de septiembre de 1996. USA Cartoon Experess fue el primer bloque de animación transmitido en la televisión por cable. En septiembre de 1982, USA Cartoon Express fue anunciado por USA Network como uno de los seis nuevos espectáculos en su programación de otoño y se emitió originalmente durante las horas de la tarde, en sustitución de un anterior bloque llamado Calliope.

## Argumento
La historia de este bloque de animación trataba sobre un tren bala antropomórfico animado que recogía a varios personajes de dibujos animados antes de comenzar sus series animadas, estos eran presentados por el conductor del tren llamado Hudson (un oso polar antropomórfico animado que siempre viaja con su hijo y un pequeño reloj de bolsillo animado). En 1982 comenzó exclusivamente para series animadas de Hanna-Barbera, Walter Lantz Productions y Terrytoons, y no fue hasta 1993 cuando el bloque reunió diferentes series animadas y animes de otras empresas de animación.

## Series animadas y animes
Esta es una lista de las series animadas y animes recopilados por el bloque según sus empresas de animación y años:

### Hanna-Barbera
- Los Picapiedra (1960)
- Los Supersónicos (1962)
- El show del Oso Yogui (1961)
- El León Melquíades (1961)
- Yakky Doodle (1961)
- El Lagarto Juancho (1962)
- Tortuga D' Artagnan (1962)
- Leoncio el león y Tristón (1962)
- Maguila Gorila (1964)
- Pepe Pótamo (1964)
- Ruff y Reddy (1957)
- Tiro Loco McGraw (1959)
- Canuto y Canito (1959)
- Super Fisgón y Despistado (1959)
- Don Gato (1961)
- El Show de Huckleberry Hound (1958)
- Pac-Man (1982)
- Los Snorkels (1984)
- Loopy De Loop (1959)
- Pixie, Dixie y el gato Jinks (1958)
- The Abbott and Costello Cartoon Show (1967)
- El Gordo y el Flaco (1967)
- Astuto Wheelie (1974)
- La Hormiga Atómica (1965)
- Winsome Witch (1965)
- Los Autos Locos (1968)
- Jonny Quest (1964)
- Fantasma del Espacio (1966)
- Birdman y el Trío Galaxia (1967)
- Sansón y Goliat (1967)
- Moby-Dick y Mighty Mightor (1967)
- Los Herculoides (1967)
- Los Tres Mosqueteros (1968)
- El Clan Chan (1972)
- Speed Buggy (1973)
- Hong Kong Phooey (1974)
- Dinamita, el perro maravilla (1977)
- Godzilla (1978)
- El desafío de los GoBots (1984)
- Galtar y la Lanza Dorada (1985)
- Los Pitufos (1981)
- Capitán Planeta y los planetarios (1990)
- Scooby-Doo, Where are You! (1969)
- Los 4 Fantásticos (1967)
- Súper Amigos (1973)

### Walter Lantz Productions/Universal Cartoon Studios
- The Woody Woodpecker Show (1957)
- El niño problema (1993)

### Terrytoons
- Terrytoons Show (1940)

### Disney Television Animation/Hyperion Pictures
- Gargoyles (1994)
- Itsy Bitsy Spider (1994)

### Filmation
- The Archie Show (1968)
- Las Nuevas Aventuras de Flash Gordon (1979)
- Tom & Jerry Comedy Show (1980)
- He-Man and the Masters of the Universe (1983)
- She-Ra: The Princess of the Power (1985)
- Sabrina, the Teenage Witch (1971)
- Los Verdaderos Cazafantasmas (1986)
- El gordo Alberto y la pandilla Cosby (1972)

### Ruby-Spears
- Alvin y las Ardillas (1983)
- Thundarr, el bárbaro (1980)
- Dragon's Lair (1984)
- Centuriones (1985)
- Superman (1988)
- Mega Man (1994)

### Saban Entertainment
- La abeja Maya (1975)
- Cuentos de los Hermanos Grimm (1987)
- Mighty Morphin Power Rangers (1993)
- Eagle Riders (1996)
- Samurai Pizza Cats (1990)
- Dragon Quest (1991)
- Spider-Man (1994)
- Defensores de la Tierra (1986)

### Fred Wolf Films
- Tortugas Ninja Mutantes Adolescentes (1987)
- Las Nuevas Aventuras de Speed Racer (1993)
- Budgie the Little Helicopter (1994)

### Rankin/Bass Productions
- ThunderCats (1985)
- Halcones Galácticos (1986)
- The Comic Strip (1987)

### DiC Entertainment
- ALF: La Serie Animada (1987)
- Las aventuras de Sonic el Erizo (1993)
- The Super Mario Bros. Super Show! (1900)
- Super Mario World (1991)
- The Legend of Zelda (1989)
- Captain Nintendo (1989)
- Daniel el Travieso (1986)
- Astro Boy (1980)
- Saint Seiya (1986)
- Sailor Moon (1992)

### WEP
- Voltron (1984)

### Film Roman
- Mortal Kombat: Defenders of the Realm (1996)
- Garfield y sus amigos (1988)